# Vera Belik
Vera Belik (12 de junho de 1921 – 25 de agosto de 1944) foi uma navegadora na formação aérea conhecida como Bruxas da Noite, tendo combatido juntamente com Tatiana Makarova. Quando o seu Po-2 foi abatido por um caça alemão depois de completar uma missão de bombardeio, ela foi postumamente condecorada com o título de Heroína da União Soviética, em 23 de fevereiro de 1945.

## Prémios e distinções
Prémios
- Heroína da União Soviética[3]
- Ordem de Lenin
- Ordem do Estandarte Vermelho[4]

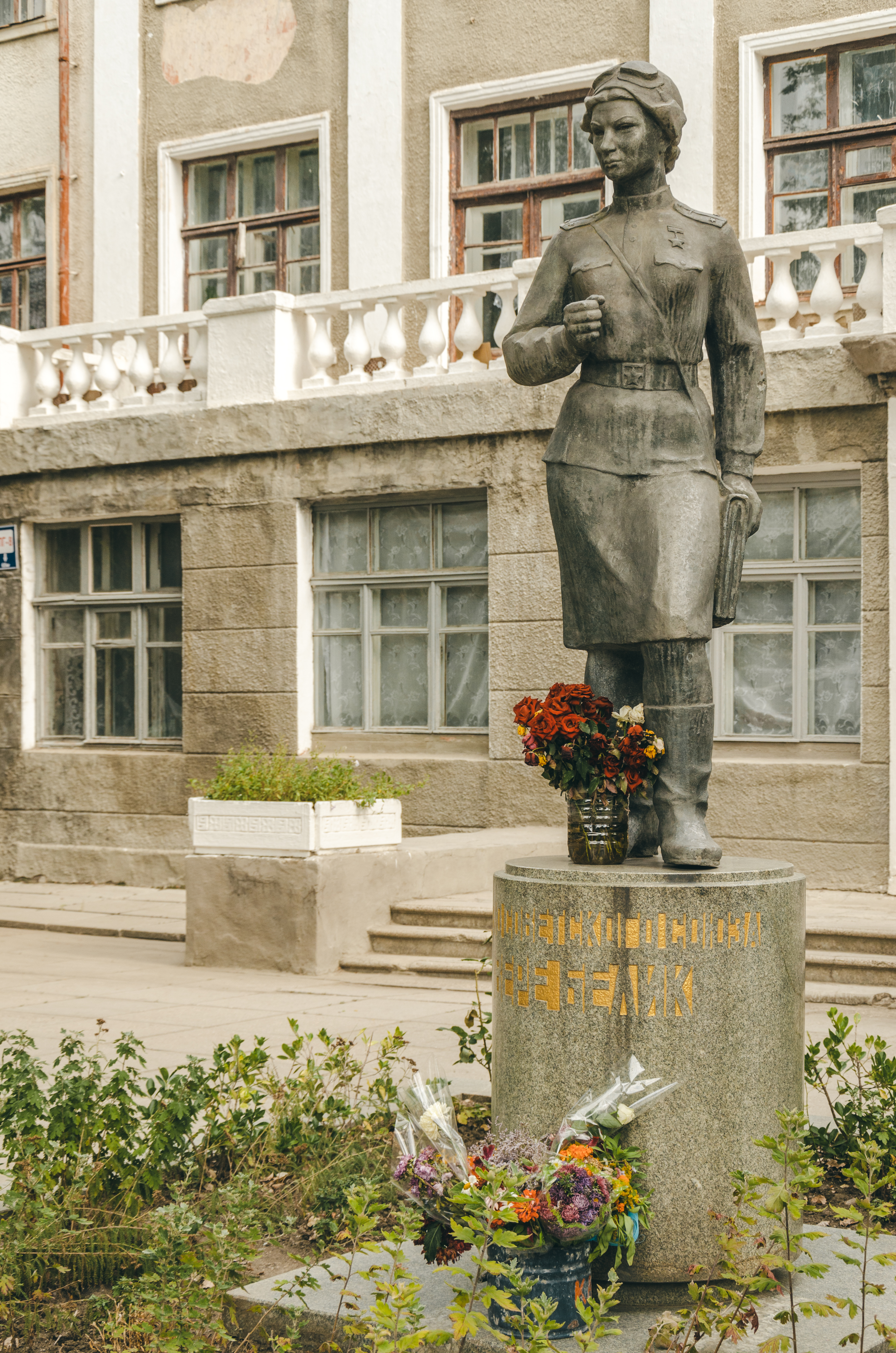
Monumento a Vera Belik em Kerch, na Crimeia

- Ordem da Guerra Patriótica de 1ª Classe[5]
- Ordem da Estrela Vermelha[6]

Memoriais e dedicatórias
- Uma 1981 um envelope soviético de uma série de capas com retratos de pessoas condecoradas com o título Herói da União Soviética, em destaque Belik e Makarova.[7]
- Uma estátua em Kerch, na Crimeia (foto) se destaca como memorial para Belik.
- O hall de entrada do Instituto Estatal Pedagógico de Moscovo, onde estudou, contém um memorial em honra dela.[8]
- Ohrimovka, na Ucrânia, contém uma escola e uma rua com o nome dela.
- A Escola Nº 17, em Kerch, foi renomeada em sua homenagem.[9]